# Cyklon Yasi
 Cyklon Yasi – cyklon tropikalny, który uderzył w północnej części stanu Queensland w Australii we wczesnych godzinach 3 lutego 2011 roku. Dnia 31 stycznia cyklon został zaklasyfikowany na trzeci stopień w pięciostopniowej skali siły cyklonów tropikalnych. Poziom ten został podwyższony do czwartego stopnia w dniu 1 lutego, a następnie do piątego stopnia w dniu 2 lutego.